# 那賀町 (和歌山県)
那賀町（ながちょう）は、和歌山県の那賀郡にかつてあった町である。
江戸時代に活躍した外科医、華岡青洲の生誕地として知られた。

## 地理
和歌山県の北部に位置し、紀ノ川が東西に流れる。
- 河川：紀ノ川

### 隣接していた自治体
- 和歌山県
  - 那賀郡粉河町
  - 伊都郡かつらぎ町
- 大阪府
  - 岸和田市
  - 貝塚市

## 歴史
- 1955年（昭和30年）7月1日 - 名手町・麻生津村・上名手村・狩宿村および王子村の一部（大字池田垣内・後田・名手西野・西之芝）が新設合併して発足。
- 2005年（平成17年）11月7日 - 打田町・粉河町・桃山町・貴志川町と新設合併して紀の川市が発足。同日那賀町廃止。

## 教育
小学校
- 那賀町立麻生津小学校
- 那賀町立上名手小学校
- 那賀町立名手小学校

中学校
- 那賀町立那賀中学校

専門学校
- - 和歌山県立高等看護学院

## 交通

### 鉄道路線
- 西日本旅客鉄道（JR西日本）
  - 和歌山線：名手駅

### 道路
- 一般国道
  - 国道24号
  - 国道480号
- 県道
  - 和歌山県道13号和歌山橋本線
  - 和歌山県道120号上鞆淵那賀線
  - 和歌山県道121号西川原名手市場線
  - 和歌山県道126号粉河那賀線
  - 和歌山県道127号中尾名手市場線

## 観光地
- 旧名手宿本陣
- 青洲の里

## 出身有名人
- 華岡青洲 - 江戸時代の外科医